# Elizabeth Russell
Pour les articles homonymes, voir Russell.
Elizabeth Russell est une actrice américaine, née le 2 août 1916 à Philadelphie (Pennsylvanie), morte le 4 mai 2002 à Los Angeles (Californie).

## Biographie

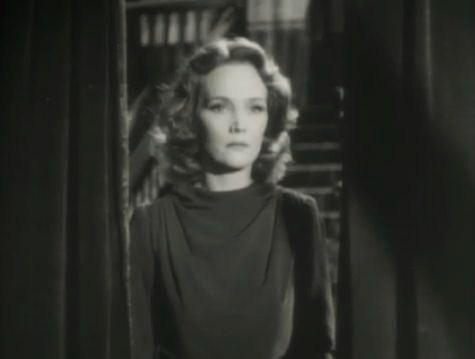
Dans La Malédiction des hommes-chats (1944)

Au cinéma, comme second rôle de caractère ou dans des rôles mineurs parfois non crédités, Elizabeth Russell contribue à trente films américains, les cinq premiers sortis en 1936 (dont L'Homme à l'héliotrope d'Ewald André Dupont, avec Herbert Marshall et Gertrude Michael). 
Elle est surtout active durant les années 1940, notamment dans des films d'horreur, tels Le Voleur de cadavres de Wallace Fox (1942, avec Béla Lugosi et Luana Walters) ou La Malédiction des hommes-chats de Gunther von Fritsch et Robert Wise (1944, avec Simone Simon et Kent Smith).
Au cours des années 1950, elle tient des petits rôles dans quatre films, dont Mon grand de Robert Wise (1953, avec Jane Wyman et Sterling Hayden), avant une ultime apparition dans Du haut de la terrasse de Mark Robson (1960, avec Paul Newman et Joanne Woodward), après quoi elle se retire définitivement.
Pour la télévision, elle collabore seulement à un épisode, diffusé en 1954, de la série The Motorola Television Hour (en).  

## Filmographie

### Au cinéma (sélection)

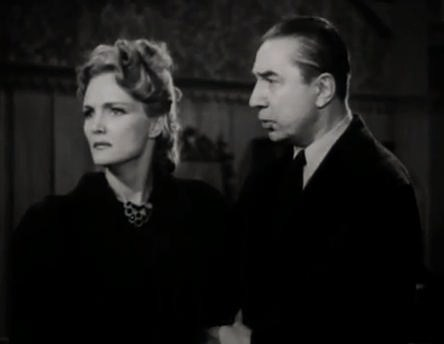
Avec Béla Lugosi, dans Le Voleur de cadavres (1942)

- 1936 : L'Homme à l'héliotrope (Forgotten Faces) d'Ewald André Dupont : La jeune femme
- 1936 : Ma femme américaine (My American Wife) d'Harold Young : Mlle Van Dusen
- 1936 : Hideaway Girl (en) de George Archainbaud : Cellette
- 1937 : Forty Naughty Girls d'Edward F. Cline (non créditée)
- 1942 : La Féline (Cat People) de Jacques Tourneur : La femme-chat
- 1942 : So's Your Aunt Emma! de Jean Yarbrough : Zelda
- 1942 : Le Voleur de cadavres (The Corpse Vanishes) de Wallace Fox : Comtesse Lorenz
- 1943 : La Septième Victime (The Seventh Victim) de Mark Robson : Mimi
- 1943 : A Scream in the Dark de George Sherman : Muriel Kemp Norton / Muriel Carter Stark
- 1943 : Hitler's Madman de Douglas Sirk : Maria Bartonek
- 1943 : Youth Runs Wild de Mark Robson : Mabel Taylor
- 1944 : La Malédiction des hommes-chats (The Curse of the Cat People) de Gunther von Fritsch et Robert Wise : Barbara Farren
- 1944 : Le Suicide du Professeur X (Weird Woman) de Reginald Le Borg : Evelyn Sawtelle
- 1945 : L'amour s'en va-t-en guerre (Keep Your Powder Dry) d'Edward Buzzell : Sergent du WAC
- 1945 : L'Aventure (Adventure) de Victor Fleming : La première dame
- 1945 : Our Vines Have Tender Grapes de Roy Rowland : Kola Hanson
- 1946 : Bedlam de Mark Robson : Maîtresse Sims
- 1952 : Wild Stallion de Lewis D. Collins : L'institutrice de Dan
- 1952 : Feudin' Fools (en) de William Beaudine : Ma Smith
- 1953 : Mon grand (So Big) de Robert Wise : Elsie
- 1957 : La Cité pétrifiée (The Monolith Monsters) de John Sherwood : L'opératrice du téléphone
- 1960 : Du haut de la terrasse (From the Terrace) de Mark Robson : Une dame chez Frolick

### À la télévision (intégrale)
- 1954 : The Motorola Television Hour
  - Saison unique, épisode 15 Atomic Attack de Ralph Nelson : Mme Harvey